# Emily Blatch, Baroness Blatch

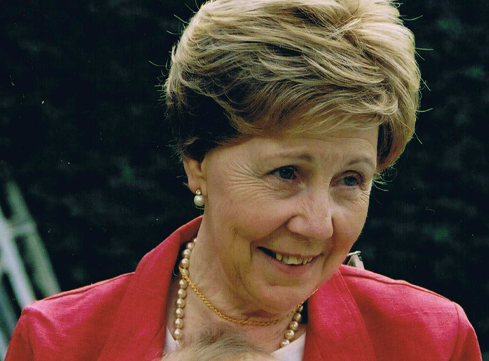
Emily Blatch, Baroness Blatch, 2004

Emily Blatch, Baroness Blatch, CBE, PC, FRSA (* 24. Juli 1937 in Birkenhead, Cheshire; † 31. Mai 2005 in London) war eine britische Politikerin der Conservative Party.
Sie wurde 1937 als Emily May Triggs in Birkenhead als Tochter von Stephen und Sarah Triggs geboren. Sie ging auf die Prenton High School for Girls und das Huntingdonshire Regional College. Ab dem 18. Lebensjahr leistete sie von 1955 bis 1959 in der Women’s Auxiliary Air Force als Luftraumüberwachungsassistentin Militärdienst.
Von 1977 bis 1989 war Blatch im Cambridgeshire County Council und wurde dessen Leiterin. Sie wurde am 4. Juli 1987 als Baroness Blatch, of Hinchingbrooke in the County of Cambridgeshire in den Adelsstand erhoben. Von 1991 bis 1994 war sie Staatsministerin für Bildung und von 1994 bis 1997 Staatsministerin für das Home Office. 1997 bekam sie einen Ehrendoktor in Jura von der University of Teesside. Sie war ab 2001 für den Rest ihres Lebens stellvertretende Leiterin der Opposition im House of Lords.

## Privates
Am 7. September 1963 heiratete sie John Richard Blatch AFC, einen Testpilot der Royal Air Force und hatte mit ihm vier Kinder: David (* 1965; † 1979), Hon. James Richard (* 1967) und die Zwillinge, Hon. Andrew Edward (* 1968) und Hon. Elizabeth Anne (* 1968).
Blatch starb 2005 im 68. Lebensjahr an einem Pankreastumor.
| Personendaten    | Personendaten                                                       |
| ---------------- | ------------------------------------------------------------------- |
| NAME             | Blatch, Emily Blatch, Baroness                                      |
| ALTERNATIVNAMEN  | Triggs, Emily May (Geburtsname)                                     |
| KURZBESCHREIBUNG | britische Politikerin (Conservative Party), Mitglied des Oberhauses |
| GEBURTSDATUM     | 24. Juli 1937                                                       |
| GEBURTSORT       | Birkenhead, Cheshire                                                |
| STERBEDATUM      | 31. Mai 2005                                                        |
| STERBEORT        | London                                                              |